# Amatenango de la Frontera
Amatenango de la Frontera là một đô thị thuộc bang Chiapas, México. Năm 2005, dân số của đô thị này là 25346 người.